# Pałecznica (Petite-Pologne)
Pour les articles homonymes, voir Pałecznica.
Pałecznica est un village situé dans le voïvodie de la Petite-Pologne, dans le sud de la Pologne.
C'est le siège du gmina du même nom. Il se trouve à environ 12 km de Proszowice et à 38 km au nord-est de la capitale régionale Cracovie.